# هيلين غريفين
هيلين غريفين (بالإنجليزية: Helen Griffin) هي كاتبة مسرحية وكاتبة سيناريو وممثلة بريطانية، ولدت في 1958 بسوانزي في المملكة المتحدة، وتوفيت في 29 يونيو 2018.

## وصلات خارجية
- هيلين غريفين على موقع IMDb (الإنجليزية)
- هيلين غريفين على موقع ألو سيني (الفرنسية)
- هيلين غريفين على موقع أول موفي (الإنجليزية)
- هيلين غريفين على موقع قاعدة بيانات الأفلام السويدية (السويدية)
- هيلين غريفين على موقع قاعدة بيانات الفيلم (الإنجليزية)
- هيلين غريفين على موقع كينوبويسك (الروسية)